# Ladislas Mickiewicz
Władysław Mickiewicz (Ladislas Mickiewicz), né à Paris le 28 juin 1838 et mort le 9 juin 1926 à Paris, est un homme de lettres polonais.
Fils du grand écrivain polonais Adam Mickiewicz, alors en exil en France, et de Celina Szymanowska, il consacra sa vie à la mémoire de son père dont il traduisit en français l'essentiel des œuvres. 
Il fut un grand ambassadeur de la culture pour la promotion de la littérature et de la culture polonaise. Naturalisé Français, parfaitement bilingue, il fut actif très longtemps et jouissait d'une situation privilégiée en tant que fils d'un personnage célèbre, ce qui lui permit d'avoir accès aux plus importants personnages et événements de son époque. La portée et le niveau de ses activités d'éditeur sont imposants. La seule Librairie du Luxembourg, fondée en 1864, a publié 150 ouvrages. Il traduisit également Zygmunt Krasiński, Eliza Orzeszkowa, Józef Ignacy Kraszewski et Henryk Rzewuski. Il assuma les fonctions de responsable de la Bibliothèque polonaise de Paris pendant plus de trente ans, des années 1890 à la fin de sa vie.
En 1903, il créa au sein de la Bibliothèque, le Musée Adam-Mickiewicz. 

## Ouvrages
- Adam Mickiewicz : sa vie et son œuvre, 1858
- Note sur l'état des choses en Pologne, 1862
- Études biographiques. Czartoryski, Wielopolski et Mierosławski, 1863
- Lettre au comte de Montalembert sur l'insurrection polonaise, 1863
- La Question polonaise, 1863

## Honneurs
Il a reçu le titre de docteur honoris causa de l'université Jagellonne de Cracovie en 1922.